# Pyöreä
Pyöreä eller Pyöreäinen är en sjö i Finland. Den ligger i kommunen Suomussalmi i landskapet Kajanaland, i den centrala delen av landet, 600 km norr om huvudstaden Helsingfors. Pyöreä ligger 188 meter över havet. Den är 1,8 meter djup. Arean är 46,7 hektar och strandlinjen är 2,89 kilometer lång. Sjön  ingår i Uleälvens huvudavrinningsområde. 